# ИТММ
ИТММ је била издавачка кућа из Београда. Најзначајнија је због издавања великог броја (око 100) албума српске алтернативне рок сцене деведесетих година.

## ИТВ Меломаркет
Фирма је почела да ради 1993. под овим именом. Главни и одговорни уредник је био чувени рок новинар Бранимир Локнер.

## ИТММ
Кућа мења име у ИТММ 1995. године, а 2002. престаје са радом.

## Извођачи
- Ан фас
- Бабе
- Бјесови
- Блок аут
- Браћа Лефт
- Гоблини
- Лаза Ристовски
- Луде Краве
- Канал твид
- Ништа али логопеди
- Прљави инспектор Блажа и Кљунови
- Револвери